# Yassin Mikari
Yassin Mikari (Thalwil, Suiza, 9 de enero de 1983) es un futbolista tunecino, de origen suizo. Juega de defensa y su actual club es el FC Sochaux-Montbéliard de la Ligue 1 de Francia.

## Selección nacional
Ha sido internacional con la Selección de fútbol de Túnez, ha jugado 25 partidos internacionales y ha anotado 1 gol.

### Participaciones Internacionales
| Torneo                            | Sede   | Resultado    |
| --------------------------------- | ------ | ------------ |
| Copa Africana de Naciones de 2008 | Ghana  | 4° de final  |
| Copa Africana de Naciones de 2010 | Angola | Primera fase |

## Clubes
| Club                    | País    | Año       |
| ----------------------- | ------- | --------- |
| Grasshopper-Club Zürich | Suiza   | 2001-2003 |
| FC Lucerne              | Suiza   | 2003-2004 |
| FC Winterthur           | Suiza   | 2005-2006 |
| Grasshopper-Club Zürich | Suiza   | 2007-2008 |
| FC Sochaux              | Francia | 2009-2013 |

- Datos: Q678558
- Multimedia: Yassin Mikari / Q678558